# Ян Чун Сон
Ян Чун Сон (кор. 양춘성; нар. 18 березня 1984) — північнокорейський борець вільного стилю, дворазовий чемпіон та бронзовий призер чемпіонатів Азії, бронзовий призер Азійських ігор, учасник Олімпійських ігор.

## Життєпис
Боротьбою почав займатися з 2000 року. У 2001 році став бронзовим призером чемпіонату Азії серед кадетів.
Виступав за спортивний клуб «4.25» Пхеньян. Тренер — Хван Те Сік.

## Спортивні результати на міжнародних змаганнях

### Виступи на Олімпіадах
| Змагання                    | Збірна | Вагова категорія          | Місце |
| --------------------------- | ------ | ------------------------- | ----- |
| Літні Олімпійські ігри 2008 | КНДР   | вільна боротьба, до 66 кг | 15    |

### Виступи на Чемпіонатах світу
| Змагання                        | Збірна         | Вагова категорія          | Місце |
| ------------------------------- | -------------- | ------------------------- | ----- |
| Чемпіонат світу з боротьби 2009 | Північна Корея | вільна боротьба, до 66 кг | 9     |
| Чемпіонат світу з боротьби 2011 | Північна Корея | вільна боротьба, до 66 кг | 17    |

### Виступи на Чемпіонатах Азії
| Змагання                       | Збірна         | Вагова категорія          | Місце  |
| ------------------------------ | -------------- | ------------------------- | ------ |
| Чемпіонат Азії з боротьби 2008 | Північна Корея | вільна боротьба, до 66 кг | Золото |
| Чемпіонат Азії з боротьби 2009 | Північна Корея | вільна боротьба, до 66 кг | Бронза |
| Чемпіонат Азії з боротьби 2010 | Північна Корея | вільна боротьба, до 66 кг | 5      |
| Чемпіонат Азії з боротьби 2011 | Північна Корея | вільна боротьба, до 66 кг | Золото |

### Виступи на Азійських іграх
| Змагання           | Збірна         | Вагова категорія          | Місце  |
| ------------------ | -------------- | ------------------------- | ------ |
| Азійські ігри 2010 | Північна Корея | вільна боротьба, до 66 кг | Бронза |

### Виступи на інших змаганнях
| Змагання                                                      | Збірна         | Вагова категорія          | Місце  |
| ------------------------------------------------------------- | -------------- | ------------------------- | ------ |
| Олімпійський кваліфікаційний турнір з боротьби 2008 (Варшава) | Північна Корея | вільна боротьба, до 66 кг | Золото |
| Олімпійський кваліфікаційний турнір з боротьби 2012 (Тайюань) | Північна Корея | вільна боротьба, до 66 кг | 5      |

### Виступи на змаганнях молодших вікових груп
| Змагання                                     | Збірна         | Вагова категорія          | Місце  |
| -------------------------------------------- | -------------- | ------------------------- | ------ |
| Чемпіонат Азії з боротьби серед кадетів 2001 | Північна Корея | вільна боротьба, до 50 кг | Бронза |